# 埃爾多雷特
埃爾多雷特是東非國家肯雅的城鎮，由裂谷省負責管轄，位於該國北部，海拔高度2,100至2,700米，每年平均降雨量1,214毫米，鎮上有機場設施，該鎮人口增長迅速，1999年人口193,830，是全國第五大城市。